# Khairahani
Khairahani (nep. खैरहनी) – gaun wikas samiti w środkowej części Nepalu w strefie Narajani w dystrykcie Chitwan. Według nepalskiego spisu powszechnego z 2001 roku liczył on 3573 gospodarstw domowych i 18965 mieszkańców (9659 kobiet i 9306 mężczyzn).